# Online-Tutor
Ein Online-Tutor – früher auch Tele-Tutor oder E-Tutor genannt – unterstützt und begleitet Lernende bei virtuellen Lernprozessen in der Regel über das Internet (siehe Online-Tutoring). Im Zuge der Tatsache, dass Datenfernübertragung heutzutage fast ausschließlich über das Internet abgewickelt wird, wird gegenwärtig üblicherweise vom „Online-Tutor“ gesprochen; früher waren auch Begriffe wie „Tele-Tutor“, „E-Trainer“ oder „E-Coach“ üblich. In der Literatur wird mittlerweile von Online-Tutoren gesprochen, wobei die Ablösung der älteren Begriffe einen langsamen Prozess darstellt.

## Aufgaben

### Selbstgesteuerte Lernprozesse unterstützen
Internetbasiertes Lernen ermöglicht es dem Lernenden, seine Lernzeit und seinen Lernort selbst zu bestimmen. Diese Flexibilität erfordert von dem Lernenden besondere Kompetenzen, den Lernprozess selbst zu steuern und sich selbst zu motivieren. Hierbei kann ein Online-Tutor unterstützend eingreifen. Dies kann etwa dadurch möglich gemacht sein, dass Online-Tutoren in einem analogen Anstellungsschema beruflich beschäftigt werden, wie dies beispielsweise bei den Tutoren im klassischen Fernunterricht der Fall ist. 

### Virtuelle Kommunikationsprozesse unterstützen
Das Erarbeiten von Wissen in einer Gruppe kann durch die verschiedenen Kommunikationswerkzeuge wie z. B. Foren, virtuellen Klassenzimmer, CSCW oder Chat initiiert und unterstützt werden. Zu den Aufgaben des Online-Tutors gehört es, einen Kommunikationsanlass zu schaffen, einen zeitlichen Rahmen vorzugeben sowie eventuell die Ziele und Kommunikationsregeln vorzugeben und zu beschreiben, was die Lernenden erwarten dürfen.

### Gruppenaktivitäten unterstützen
Gruppenaktivitäten gehen über die Gruppendiskussion. Die Lernenden sollen gemeinsam eine Aufgabe bearbeiten. Dies ist viel umfassender und erfordert beispielsweise von den Teilnehmern das Einhalten von Absprachen und Terminen. Hier spielen CSCW-Werkzeuge eine besondere Rolle, die das gemeinsame Bearbeiten von Dokumenten über das Internet ermöglichen. Online-Tutoren müssen bei eventuell auftretenden Konflikten in der Gruppe vermittelnd eingreifen.

### Fachliche Betreuung
Der fachlichen Betreuung wird häufig zu Unrecht mehr Aufmerksamkeit geschenkt als der didaktischen Betreuung. Der Online-Tutor hat die Aufgabe, den Lernenden auch auf inhaltliche Fragen eine fundierte Antwort zu geben. Doch kann es mitunter sinnvoll sein, die didaktische und die fachliche Betreuung personell zu trennen. Dies hängt entscheidend vom Betreuungskonzept und der Teilnehmerzahl ab. Alternativ können mehrere Tutoren jeweils eine kleine Gruppe von Lernenden betreuen. Ein Tutor sollte in der Regel eine Gruppe von maximal 10 Teilnehmern betreuen.

### Technische Betreuung
Der Einsatz der verschiedenen Kommunikationswerkzeuge führt regelmäßig zu technischen Problemen bei den Lernenden. Hier sind die Online-Tutoren erste Ansprechpartner, die helfen, mögliche Fehlerursachen zu identifizieren und zu beheben. Bei komplizierteren Problemen bedürfen die Online-Tutoren der Unterstützung des technischen Supports bzw. verweisen die Teilnehmer diesen.

## Anforderungsprofil

### Technische Kompetenzen
Die technische Kompetenz stellt die Grundvoraussetzung für die Tätigkeit eines Tele-Tutors dar, denn er muss in seiner eigenen Lehrumgebung souverän auftreten können und gegebenenfalls die Lernumgebung selbst gestalten können. Zudem muss er bei technischen Problemen kompetent auftreten können.

### Sozial-kommunikative Kompetenzen
Unter sozial-kommunikative Kompetenz versteht man die Tatsache, dass Lernen im sozialen Kontext stattfindet. Da der Kontakt über technischen Weg verläuft, müssen die Tutoren besonders sensibel auf die Lernenden reagieren. Das bedeutet, sie sollten sich artikulieren können und empfänglich für die Stimmungen ihrer Teilnehmer sein. Unter der sozial-kommunikativen Kompetenz fällt auch die Kommunikationskompetenz, welche eine wichtige Voraussetzung darstellt, damit eine erfolgreiche Kommunikation zwischen Tele-Tutoren und Teilnehmern, sowie zwischen den Teilnehmern untereinander stattfinden kann. Der Tutor muss sich im Klaren darüber sein, dass sich die schriftliche Kommunikation nicht mit einer verbalen deckt. Da man sich meistens nicht persönlich kennenlernt, muss man sich bei Scherzen zurückhalten und Zweideutigkeiten vermeiden. Darüber hinaus fehlen einfache Hinweise auf die Gefühlslage der Person, wie sie häufig durch Stimmlage, Gestik oder Lautstärke vermittelt wird.

### Didaktisch-methodische Kompetenzen
Die didaktisch-methodische Kompetenz äußert sich dadurch, dass der Tutor Methoden kennt, die sich für das E-Learning besonders gut einsetzen lassen und er somit die Lernenden optimal beim selbstgesteuerten Lernen unterstützen kann.

### Medienkompetenzen
Medienkompetenz ist ein weit gefächerter Begriff, der sich auf verschiedene Kompetenzen im Umgang mit Medien bezieht. Wenn man alles zusammennimmt kann man sagen, dass sich Medienkompetenz aus Medienkritik, Medienkunde, Mediennutzung und Mediengestaltung zusammensetzt.
Ein Tele-Tutor muss sein eigenes und das Handeln der Mitbenutzer kritisch beurteilen können und sein Wissen über Medien auf dem neusten Stand halten. Es ist notwendig, dass der Tele-Tutor das Wissen besitzt, wie sich die medialen Möglichkeiten am effektivsten für ihre Bedürfnisse einsetzen lassen. Denn nur so ist auch gewährleistet, dass die neue Lernumgebung interessant für die Lernenden wird und sie sich nicht überfordert fühlen. Um auch ihnen Medienkompetenzen zu vermitteln, könnten Tutoren ihre Teilnehmer zu Diskussionen und Reflexionen über den Gebrauch der neuen Medien anregen. Dadurch müssen sie diese kritisch beurteilen und können innovative Ideen zu anderen Einsatzgebieten äußern.
Im Besten Fall kann ein Tele-Tutor alle Kompetenzen vorweisen, wobei diese natürlich unterschiedlich gewichtet sind. Man muss dazu noch anmerken, dass im seltensten Fall ein Tutor alle Qualifikationen in sich vereint. Sie „stellen eher das Idealbild eines Online-Tutors dar, an dem sich die Tutorenschulungen orientieren können.“

## Kommunikationsinstrumente
Entscheidend dabei ist auch, dass der Tutor das richtige Kommunikationsinstrument wählt. Da keine direkte face-to-face-Kommunikation möglich ist, müssen sich Tele-Tutoren über die verschiedenen Kommunikationsarten informieren. Man unterscheidet bei den virtuellen Kommunikationsmedien zwischen asynchroner (zeitversetzte) oder synchroner (zeitgleiche) Kommunikation. Zu den asynchronen Medien gehören z. B. E-Mails, Mailinglisten und Diskussionsforen. Bei dieser Kommunikation versenden und empfangen die Kommunikationspartner nicht zeitgleich, sondern die Nachricht wird zeitlich verzögert übermittelt. Das hat z. B. den Vorteil, dass eine Mitteilung unabhängig vom Empfänger gesendet werden kann. So können E-Mails zu jeder beliebigen Zeit versendet werden. Sie bleiben so lange im Speicher des Empfängers, bis dieser sie gelesen hat.
Synchrone Medien kommen meistens bei Gruppen zum Einsatz, wie z. B. Instant Messenger (etwa ICQ, Windows Live Messenger). Aber auch Videokonferenzen, Audiokonferenzen und Chats gehören zu den synchronen Medien. Bei diesem Verfahren können die Teilnehmer nahezu gleichzeitig miteinander kommunizieren und dadurch auch sofort Stellung zu einer bestimmten Sache beziehen.
Dann gibt es noch die Unterscheidung, ob die Lernenden Informationen zugeschickt bekommen (Push-Medien) oder ob sie die Informationen selbst abholen müssen (Pull-Medien). Push-Medien bieten den Vorteil, dass die Nachrichten automatisch zugesendet werden und somit jeden zum selben Zeitpunkt erreichen. Andererseits müssen sich die Lernenden dann darauf einstellen und die Informationen zu diesem Zeitpunkt bearbeiten. Dieser Punkt fällt bei Pull-Medien weg, denn dort müssen die Lernenden Eigeninitiativen zeigen und sich die Informationen selbst beschaffen. Um den Lernenden entgegenzukommen, wird meistens eine Kombination aus beiden Verfahren verwendet.